# 徳大寺伸
徳大寺 伸（とくだいじ しん、本名・寺田静夫、1911年〈明治44年〉10月5日 - 1995年〈平成7年〉7月19日）は、日本の俳優、実業家。慶應義塾大学中退。

## 来歴
赤坂の料亭「金林」を営む寺田きんの店に、歌舞伎役者の六代目尾上菊五郎がよく訪れていたのがきっかけで、実弟である後の七世尾上梅幸が養子となる。
慶應義塾大学中退後、1932年に松竹に入社。当初は文芸係兼舞台監事として勤務していたが、松竹社長の大谷竹次郎の推薦で俳優に転向。松竹蒲田撮影所に転籍する。翌年、『大学の若旦那』でデビュー。当初の芸名は大綱豪であったが、名前が強すぎるとのことで、徳大寺伸に変更する。芸名の由来は、徳大寺の大は当時の松竹社長であった大谷社長の大の字をとり、伸は長谷川伸の伸の字をとったとのことである。
松竹時代は、佐分利信や上原謙等と共に現代劇の二枚目俳優として数々の映画に出演。五所平之助監督の『朧夜の女』、『花籠の歌』での繊細な演技は評判となった。映画『暖流』での冷徹な医師も有名である。1943年に応召。
戦後にフリーとなると脇役に回り1956年以降、東映京都撮影所に拠点を置き、何百本もの時代劇映画に出演する。東映時代劇を支えた一人である。
1965年以降、糖尿病に罹患し、それに伴う視力の低下などで現役俳優としての活動をセーブし、映画・テレビジョン等への出演を控えていた。俳優を引退した後の1974年にタレント養成所全映芸文社を設立し、浅野温子や久保田早紀などを送り出した。墓所は池上本門寺。

## 出演作品

### テレビドラマ
- NHK大河ドラマ
  - 竜馬がゆく（1968年、NHK） - 山内容堂
  - 樅ノ木は残った（1970年、NHK） - 阿部忠秋
- ヘッドライト 第1話「湖畔の疑惑」（1962年、NTV / 東映）
- 祇園囃子 （1963年、YTV）
- 風雲児半次郎 （1964年 - 1965年、12Ch）- 佐土原英助
- 新選組血風録（1965年、NETテレビ系） - 原田左之助
- 新吾十番勝負（1966年、TBS / 松竹テレビ室）- 井上河内守
- 仮面の忍者 赤影
  - 第8話「南蛮大筒の秘密」（1967年）- 織部多聞　
  - 第40話「魔風忍者の来襲」（1968年）
  - 第41話「鎧怪獣グロン」（1968年） - 影烈風斎
- 銭形平次
  - 第57話「盗賊の娘」（1967年） - ましらの島次 役
  - 第89話「銀色の吹矢」（1968年） - 大野屋徳兵衛 役
  - 第176話「荒海の虹」（1969年） - 池松儀兵ヱ 役
- 特別機動捜査隊 第401話「めぐり逢い」（1969年）
- 快傑ライオン丸 - 果心居士
  - 第1話「魔王の使者オロチ」（1972年）
  - 第22話「盗まれた笛 怪人キバギラー」（1972年）
  - 第54話「ライオン丸 最後の死闘」（1973年）
- 超人バロム・1 第1話「悪魔の使い深海魚人オコゼルゲ」（1972年）- 須崎孝一郎（オコゼルゲ人間態）
- 刑事くん 第1部 第43話「狼を裁け」（1972年）- 金井
- プレイガール 第177話「女の裸をナゼ狙う?」（1972年）- 脇田
- 仮面ライダーシリーズ
  - 仮面ライダー 第71話「怪人アブゴメス 六甲山大ついせき!」（1972年）- 木原道俊
  - 仮面ライダーV3
    - 第45話「デストロンのXマスプレゼント」（1973年）
    - 第46話「ライダーマンよ どこへゆく?」（1973年） - 津村定吉
- 人造人間キカイダー 第17話「アカクマバチ 恐怖の人質計画」（1972年） - 大山委員長
- 八州犯科帳 第11話「通り雨の女」（1974年、CX / C.A.L） - 京太夫

### 映画
- 大学の若旦那（1933年、松竹大船）
- 朧夜の女（1936年、松竹大船） - 誠一
- 花籠の歌（1937年、松竹大船） - コック李さん
- 浅草の灯（1937年、松竹大船） - 劇団員
- 母と子（1938年、松竹大船） - 孝吉
- 按摩と女（1938年、松竹大船） - 徳市
- 新女性問答（1939年、松竹大船） - 日野
- 暖流（1939年、松竹大船） - 笹島
- 暁に祈る（1940年、松竹大船） - 石川真吉
- 花は偽らず（1941年、松竹大船） - 船木
- 男の意氣（1942年、松竹大船） - 良吉
- 湖畔の別れ（1943年、松竹大船） - 星崎一郎
- 大曽根家の朝（1946年、松竹） - 泰二
- 女性の勝利（1946年、松竹） - 敬太
- 愛の先駆者（1946年、松竹） - 梅本清作
- 最後の鉄腕（1947年、松竹） - 木島三郎
- 二連銃の鬼（1947年、松竹） - 木崎
- 女優須磨子の恋（1947年、松竹） - 為山和雄
- リラの花忘れじ（1947年、松竹） - 大野
- 白粉帖（1947年、大映） - 不明
- われ泣きぬれて（1948年、松竹） - 金田一京助
- 抱擁（1948年、松竹） - 荒牧至
- 追跡者（1948年、松竹） - 秀（立花刑事）
- 男を裁く女（1948年、東横映画） - 岡島三郎
- 武装警官隊（1948年、松竹） - 生田鉄夫
- 青蛾（1948年、松竹） - 木島秀人
- 鐘の鳴る丘（松竹） - 俊春
  - 鐘の鳴る丘 隆太の巻（1948年）
  - 鐘の鳴る丘 修吉の巻（1949年）
- 新妻会議（1949年、東横映画） - 汐野
- 殿様ホテル（1949年、東宝） - 三島唯司
- 地獄の貴婦人（1949年、東宝） - 吉岡
- 不良少女（1949年、東横映画） - 森川
- 地獄の笛（1949年、芸研） - 渋谷哲郎
- 嘆きの女王（1949年、松竹） - 重光達生
- 殺人鬼（1949年、松竹） - 木島敏郎
- 悲恋模様（1949年、松竹） - 深見茂吉
- 悲しき口笛（1949年、松竹） - 吉村
- 甲賀屋敷（1949年、新演伎座） - 旅川周馬
- にっぽんGメン 難船崎の血闘（1950年、東横映画） - 坪内警部
- 影法師（1950年、松竹） - 半次
- 続不良少女（1950年、東横映画） - 森川
- 殺人者の顔（1950年、東宝） - 長井
- 想い出のボレロ（1950年、松竹） - 寺田清郎
- 新粧五人女（1950年、東横映画） - 山上徳次
- 東京新選組（1950年、松竹） - 芳夫
- 帰郷（1950年、松竹） - 高野信輔
- 佐々木小次郎（東宝） - 伊之瀬東馬
  - 佐々木小次郎（1950年）
  - 続・佐々木小次郎（1951年）
  - 完結 佐々木小次郎（1951年）
- 情熱のルムバ（1950年、松竹） - 穴倉敏明
- 嵐の姉妹（1951年、松竹） - 塚本三郎
- 男の哀愁（1951年、松竹） - 中野
- 母恋草（1951年、松竹） - 西垣英太郎
- 吾子と唄わん（1951年、東映） - 時岡芳樹
- 女豹の地図（1951年、新東宝） - 橋見信也
- 荒木又右衛門 決闘鍵屋の辻（1952年、東宝） - 櫻井半兵衛
- 元禄水滸伝（1952年、東宝） - 小山田庄左衛門
- 水戸黄門漫遊記シリーズ（東映）
  - 水戸黄門漫遊記 地獄谷の豪族（1952年） - 渥美格之進
  - 水戸黄門漫遊記 伏魔殿の妖賊（1952年） - 渥美格之進
  - 水戸黄門漫遊記 （1954年） - 長吉
  - 続水戸黄門漫遊記 副将軍初上り（1954年） - 床山長吉
  - 水戸黄門漫遊記 火牛坂の悪鬼（1955年） -加賀宰相網紀
- とんかつ大将（1952年、松竹） - 丹羽利夫
- 二つの花（1952年、松竹） - 上泉孝之
- 黄色い鞄（1952年、松竹） - 夢田菊次
- 女のいのち（1952年、松竹） - 雨宮
- 父帰る（1952年、松竹） - 黒田賢一郎
- 悲しき小鳩（1952年、松竹） - 小野隆太郎
- 暗黒街の鬼（1952年、東映） - 眞田明夫
- 武蔵と小次郎（1952年、松竹） - 早坂三弥太
- 慟哭（1952年、新東宝） - 西條
- 人生劇場 第一部 青春愛欲篇（1952年、東映） - 呑みこみの半助
- 流れの旅路（1952年、松竹） - 庄吉
- 二人の母（1952年、松竹） - 厚木俊作
- 魚河岸の石松シリーズ（東映）
  - 魚河岸の石松（1953年） - 吉原
  - 続続続続魚河岸の石松 女海賊と戦う（1954年） - 沼
  - 魚河岸の石松 石松と女石松（1955年） - 吉原
- 絵本猿飛佐助（1953年、新東宝） - 真田幸村
- おもかげの歌（1953年、松竹） - 山田文吉
- 七番街襲撃（1953年、東映） - 大谷信夫
- 女間者秘聞 赤穂浪士（1953年、東映） - 徳川綱吉
- 池田屋騒動（1953年、新東宝） - 沖田総司
- 新書太閤記 流転日吉丸（1953年、東映） - 五郎太夫
- 人形佐七捕物帖 通り魔（1953年、新東宝） - 六三郎
- 刺青殺人事件（1953年、新東宝） - 最上久
- 残侠の港（1953年、東映） - 留吉
- 多羅尾伴内シリーズ （東映）
  - 片目の魔王（1953年） - 相川鉄夫
  - 多羅尾伴内 戦慄の七仮面（1956年） - 堀井庄吉
- あばれ獅子（1953年、松竹） - 永井青崖
- 神変あばれ笠 前後篇（1953年、東映） - 松平忠弘
- 若さま侍捕物帖 江戸姿一番手柄（1953年、新東宝）- 神谷鉄之助
- すっ飛び千両旅（1953年、新東宝） - 甲次郎
- 血闘 利根の夕霧（1953年、松竹） - 笹川の繁蔵
- 風雲八万騎（1953年、東映） - 三浦小平太
- 花の生涯 彦根篇 江戸篇（1953年、松竹） - 九条関白
- 早稲田大学（1953年、東映） - 来島恒喜
- 朝霧（1953年、松竹） - 南條英吉
- やくざ狼（1953年、新東宝） - 髪結い新三
- 春の若草（1954年、松竹） - 林
- 謎の黄金島（1954年、東映） - 大月毛馬次郎
- 濡れ髪権八（1954年、松竹） - 津下友右衛門
- 股旅わらじ 恋慕笠（1954年、新東宝） - 梶三
- 剣侠江戸紫（1954年、新東宝） - 本庄助七
- 弥次喜多金比羅道中（1954年、新東宝） - 渥美清之助
- 野ざらし姫 追撃三十騎（1954年、東映） - 香川東吾
- 一本刀土俵入（1954年、東映） - 辰三郎
- 唄ごよみ いろは若衆（1954年、東映） - 稲葉弥吉郎
- 此村大吉（1954年、大映） - 松平帯刀
- 若き日は悲し（1954年、松竹） - 園田宗一
- 密輸船（1954年、東宝） - 福島丸船長三谷
- 潮来情話 流れ星三度笠（1954年、東映） - 新次郎
- 男性NO.1（1955年、東宝） - 犬井
- 女給（1955年、東映） - 榊原課長
- 亡命記（1955年、松竹） - 何剱秋
- 青竜街の狼（1955年、東映） - 沢村刑事
- 虚無僧系図（1955年、東映） - 徳川吉宗
- 母水仙（1955年、東映） - 富岡信一郎
- 旗本退屈男シリーズ（東映）
  - 旗本退屈男 謎の伏魔殿（1955年） -真崎玄十郎
  - 旗本退屈男（1958年） - 浜島玄蕃
  - 旗本退屈男 謎の南蛮太鼓（1959年） - 徳川綱吉
  - 旗本退屈男 謎の大文字（1959年） - 権藤隼人
  - 旗本退屈男 謎の暗殺隊（1960年） - 島田三五郎
  - 旗本退屈男 謎の七色御殿（1961年） - 宝木竜伯
- 風雲三条河原（1955年、新東宝） - 山崎大次郎
- 姿なき目撃者（1955年、東宝） - 魚住高之
- 東京摩天楼（1955年、東映） - 泰孫中
- 復讐浄瑠璃坂・二部作（1955年、東宝） - 奥平伝蔵
- 御存じ快傑黒頭巾 危機一発（1955年、東映） - 王一成
- 白井権八（1956年、東宝） - 本圧助五郎
- 異国物語 ヒマラヤの魔王(三部作)（1956年、東映） - 与津弥藤太
- 忠治祭り 剣難街道（1956年、東映） - 宇太郎
- 江戸三国志(三部作)（1956年、東映） - 徳川義通
- 風雲黒潮丸（1956、東映） - 南原勝家
  - 南海の若武者物語 風雲黒潮丸
  - 続 風雲黒潮丸 まだら狼
  - 風雲黒潮丸 完結篇 南海の若武者
- 青年安兵衛 紅だすき素浪人（1956、東映） - 倉本半造
- 緑眼童子(二部作)（1956年、東映） - 源八
- 哀愁の街に霧が降る（1956年、東宝） - 八郎
- 眠狂四郎無頼控シリーズ（東宝） - むささび喜平太
  - 眠狂四郎無頼控（1956年）
  - 眠狂四郎無頼控 第二話 円月殺法（1957年）
- 新諸国物語 七つの誓い（東映） - 梟丸
  - 新諸国物語 七つの誓い 黒水仙の巻（1956年）
  - 新諸国物語 七つの誓い 奴隷船の巻（1957年）
  - 新諸国物語 七つの誓い 凱旋歌の巻（1957年）
- 若獅子大名・二部作（1957年、東映） - 松平長福
- 修羅時鳥（1957年、東映） - 阿波次郎
- 若さま侍捕物帖シリーズ（東映）
  - 若さま侍捕物帖 鮮血の晴着（1957年） - 阿波屋六左衛門
  - 若さま侍捕物帖 深夜の死美人（1957年） - 伜宗七
  - 若さま侍捕物帖 お化粧蜘蛛（1962年） - いたちの三次
- 大名囃子（1957年、東映） - 松平斉忠
- 喧嘩道中（1957年、東映） - 呑みこみの金介
- さけぶ雷鳥(三部作)（1957年、東映） - 駒木根蔵人
- 日清戦争風雲秘話 霧の街（1957年、東映） - 浦辺紀一
- 仇討崇禅寺馬場（1957年、東映） - 本多忠直
- 魔の紅蜥蜴（1957年、東映） - 徳川家治
- 阿波おどり 鳴門の海賊（1957年、東映） - 尺八先生
- 黄金の伏魔殿（1957年、東映） - 神明の亥之吉
- 佐々木小次郎（1957年、東映） - 伊之瀬東馬
  - 佐々木小次郎 前編
  - 佐々木小次郎 後篇
- 恋風道中（1957年、東映） - 新助
- 朝晴れ鷹（1957年、東映） - 渡辺十兵衛
- 花吹雪鉄火纏（1957年、東映） - 清三
- 新春オールスター映画（東映）
  - 任侠東海道（1958年） - 熊太郎
  - 任侠中仙道（1960年） - 守屋の幸吉
- 神変麝香猫（1958年、東映） - 原口喜藤太
- 少年猿飛佐助 牢獄の姫君（1958年、東映） - 倉島主水
- 丹下左膳シリーズ（東映）
  - 丹下左膳（1958年） - 石川半次郎
  - 丹下左膳 妖刀濡れ燕（1960年） - 相馬主膳
- 葵秘帖（1958年、東映） - 菅井左近
- 浪人八景（1958年、東映） - 松平大学
- 鴬城の花嫁（1958年、東映） - 沢野兵馬
- 怪猫からくり天井（1958年、東映） - 鍋島肥前守
- 新選組（1958年、東映） - 藤堂平助
- 若君千両傘（1958年、東映） - 多忠郎
- 不知火小憎評判記 鳴門飛脚（1958年、東映） - 彦七
- 隠密七生記（1958年、東映） - 大久保彦六
- 濡れ燕 くれない権八（1958年、東映） - 佐七
- 修羅八荒（1958年、東映） - 宗次郎
- 喧嘩笠（1958年、東映） - 桶屋の鬼吉
- いろは若衆 ふり袖ざくら（1959年、東映） - 俵一兵太
- 忠臣蔵 櫻花の巻・菊花の巻（1959年、東映） - 赤埴源蔵
- あばれ大名（1959年、東映） - 青江上総之介
- 美男城（1959年、東映） - 須藤頼之助
- 新吾十番勝負シリーズ（東映）
  - 新吾十番勝負（1959年） - 井出市右衛門
  - 新吾十番勝負 第三部（1960年） - 大賀弥八
  - 新吾二十番勝負（1961年） - 山村与八郎
- お役者文七捕物暦 蜘蛛の巣屋敷（1959年、東映） - 藤川市之亟
- おしどり道中（1959年、東映） - 藤五郎
- 大菩薩峠 完結篇（1959年、東映） - 志士五十嵐
- 唄ごよみ出世双六（1959年、東映） - 松戸屋伝左衛門
- 独眼竜政宗（1959年、東映） - 石田三成
- 姫君一刀流（1959年、東映） - 織田山城守
- お染久松 そよ風日傘（1959年、東映） - 清吉
- いれずみ判官シリーズ（東映）
  - 江戸っ子判官とふり袖小僧（1959年） - 府中の仙太
  - 御存じ いれずみ判官（1960年） - 徳川家慶
- 血斗水滸伝 怒涛の対決（1959年、東映） - 花会の客大町和助
- 富嶽秘帖（1959年、東映） - 堀田美濃守
- いろは若衆 花駕篭峠（1959年、東映） - 稲葉小僧新助
- 天下の伊賀越 暁の血戦（1959年、東映） - 藤堂和泉守
- 風雲児 織田信長（1959年、東映） - 池田勝三郎
- 緋鯉大名（1959年、東映） - 稲葉源太郎
- 一心太助シリーズ（東映）
  - 一心太助 男の中の男一匹（1959年） - 大原伊十郎
  - 家光と彦左と一心太助（1961年） - 酒井阿波守忠行
- 雪之丞変化（1959年、東映） - 鉄心和尚
- 大江戸の侠児（1960年、東映） - 子分長吉
- 南国太平記（1960年、東映） - 島津斉彬
- 次郎長血笑記シリーズ（東映）
  - 次郎長血笑記 秋葉の対決（1960年） - 三馬の政蔵
  - 次郎長血笑記 殴り込み道中（1960年） - 三馬の政蔵
  - 次郎長血笑記 富士見峠の対決（1960年） - 寺津の間之助
  - 次郎長血笑記 殴り込み荒神山（1960年） - 寺津の間之助
- 人形佐七捕物帖シリーズ（東映）
  - 人形佐七捕物帖 般若の面（1960年） - 泉屋半五郎
  - 人形佐七捕物帖 くらやみ坂の死美人（1960年） - 泉屋半五郎
  - 人形佐七捕物帖 血染の肌着（1960年） - 榊原織部正
  - 人形佐七捕物帖 ふり袖屋敷（1960年） - 日野三平
  - 人形佐七捕物帖 恐怖の通り魔（1961年） - 神崎甚五郎
  - 人形佐七捕物帖 闇に笑う鉄仮面（1961年） - 神崎甚五郎
- ひばりの森の石松（1960年、東映） - 神沢の小五郎
- 砂絵呪縛（1960年、東映） - 間部詮房
- 蛇神魔殿（1960年、東映） - 大岡越前守
- 照る日くもる日（1960年、東映） - 大庭陣之介
- 天保六花撰 地獄の花道（1960年、東映） - 武右衛門
- 酒と女と槍（1960年、東映） - 内藤茂十郎
- あやめ笠 喧嘩街道（1960年、東映） - 秋山隼人
- 親鸞（1960年、東映） - 聖覚法師
- 遊侠の剣客 片手無念流（1960年、東映） - 多左衛門
- 壮烈新選組 幕末の動乱（1960年、東映） - 前畑三十郎
- 清水港に来た男（1960年、東映） - 角太郎
- 黒部谷の大剣客（1960年、東映） - 山津波の権左
- 神田祭り喧嘩笠（1960年、東映） - 隅田の清五郎
- 半七捕物帖 三つの謎（1960年、東映） - 幸次郎
- 素浪人百万石（1960年、東映） - 伊藤義右衛門
- 孤剣は折れず 月影一刀流（1960年、東映） - 卍の黒兵衛
- 若き日の次郎長シリーズ（東映） - 大熊
  - 若き日の次郎長 東海の顔役（1960年）
  - 若き日の次郎長 東海一の若親分（1961年）
- 鳴門秘帖（1961年、東映）- 竹屋三位
  - 鳴門秘帖
  - 鳴門秘帖 完結篇
- 柳生武芸帳シリーズ（東映）
  - 柳生武芸帳（1961年） - 松平伊豆守
  - 柳生武芸帳 夜ざくら秘剣（1961年） - 松平伊豆守
  - 柳生一番勝負 無頼の谷（1961年） - 秋月隼人正
  - 柳生武芸帳 剣豪乱れ雲（1963年） - 板倉重宗
  - 柳生武芸帳 片目の忍者（1963年） - 富田新蔵
- 江戸っ子奉行 天下を斬る男（1961年、東映） - 喜兵衛
- 夜霧の長脇差（1961年、東映） - 日光の円蔵
- 赤穂浪士（1961年、東映） - 猿橋右門
- 富士に立つ若武者（1961年、東映） - 藤九郎盛長
- 鞍馬八天狗（1961年、東映） - 三条実美
- 月形半平太（1961年、東映） - 斎木又作
- 花笠ふたり若衆（1961年、東映） - 雁鍋の清六
- 吸血死美人彫り（1961年、東映） - 曲淵甲斐守
- 吸血怪人屋敷（1961年、東映） - 曲淵甲斐守
- 橋蔵の若様やくざ（1961年、東映） - 多々良木周馬
- 幽霊島の掟（1961年、東映） - 大槻源次郎
- 出世武士道（1961年、東映） - 刈谷弥兵衛
- 八百万石に挑む男（1961年、東映） - 吉宗
- 維新の篝火（1961年、東映） - 吉川三平
- ひばりのおしゃれ狂女（1961年、東映） - 松平越中守
- 瞼の母（1962年、東映） - 突き膝の喜八
- 天下の御意見番（1962年、東映） - 神谷伊織
- 千姫と秀頼（1962年、東映） - 上田栄之進
- きさらぎ無双剣（1962年、東映） - 篠原重兵衛
- 壁の中の美女（1962年、東映） - 今澄道庵
- 源九郎義経（1962年、東映） - 佐藤三郎継信
- やくざ判官（1962年、東映） - 飾屋太三郎
- 勢揃い関八州（1962年、東映） - 丑蔵
- 血煙り笠（1962年、東映） - 伝八
- 地獄の影法師（1962年、東映） - 牧野備前守
- 薩陀峠の対決（1962年、東映） - 倉地要
- いれずみ半太郎（1963年、東映） - 源助
- 浪人街の顔役（1963年、東映） - 軽石平馬
- 武士道残酷物語（1963年、東映） - 浅井嘉兵衛
- 新選組血風録 近藤勇（1963年、東映） - 藤堂平助
- 続・てなもんや三度笠（1963年、東映） - 下田奉行
- 銭形平次捕物控（1963年、東映） - 笹野新三郎
- 宮本武蔵 一乗寺の決斗（1964年、東映） - 烏丸光広
- 紫右京之介 逆一文字斬り（1964年、東映） - 新庄長門
- 車夫遊侠伝 喧嘩辰（1964年、東映） - 横光忠次郎
- 江戸犯罪帳 黒い爪（1964年、東映） - 蛇十
- 鮫（1964年、東映） - 伊勢貞親
- 日本侠客伝（1964年、東映） - 馬車兼
- 大喧嘩（1964年、東映） - 宵田の紋二
- いれずみ判官（1965年、東映） - 榊原備前守
- 小判鮫 お役者仁義（1966年、東映） - 五島屋伝助
- 日本大侠客（1966年、東映） - 加山正一
- 任侠柔一代（1966年、東映） - 半次郎
- 男の顔は切り札（1966年、松竹） - 勝元
- 兄弟仁義シリーズ（東映）
  - 兄弟仁義 続・関東三兄弟（1967年） - 有村隆男
  - 兄弟仁義 関東命知らず（1967年） - 万蔵
- 任侠 魚河岸の石松（1967年、東映） - 滝村
- 人間魚雷 あゝ回天特別攻撃隊（1968年、東映） - 百瀬中佐
- 極道シリーズ（東映）
  - 兵隊極道（1968年） - 永井豊
  - 待っていた極道（1969年） - 源造
- 極悪坊主シリーズ（東映）
  - 極悪坊主 人斬り数え唄（1968年） - 田所伊兵衛
  - 極悪坊主 飲む・打つ・買う（1971年） - 有馬義春
- 五人の賞金稼ぎ（1969年、東映） - 別所四郎五郎
- 日本女侠伝 真赤な度胸花（1970年、東映） - 風見周平

## 参考資料
- 黒須洋子『テレビ映画「新選組血風録」の世界』（2000年、新人物往来社）ISBN 440402875X
  - 『キャストインタビュー　徳大寺伸』（p.29.-p.35.）